# Równanie Bernoulliego
Równanie Bernoulliego – jedno z podstawowych równań hydrodynamiki płynów idealnych, sformułowane przez Daniela Bernoulliego w 1738 roku.
Równanie Bernoulliego opisuje zachowanie gęstości energii całkowitej na linii prądu. Obowiązuje w podstawowej wersji dla stacjonarnego przepływu nieściśliwego płynu idealnego, a w wersji rozszerzonej dla idealnego płynu barotropowego. Równanie Bernoulliego wynika z zasady zachowania energii i według intencji jego autora stanowić powinno jej zapis za pomocą parametrów hydrodynamicznych (p. zastrzeżenia podane poniżej w Uwagach dotyczących zastosowania równania Bernoulliego).
Równanie Bernoulliego stanowi postać całkową bardziej ogólnego hydrodynamicznego równania Eulera.

## Szczególna postać równania
Założenia:
- płyn jest nieściśliwy
- płyn nie jest lepki
- przepływ jest stacjonarny i bezwirowy

Przy powyższych założeniach równanie przyjmuje postać:
{\displaystyle e_{m}={\frac {v^{2}}{2}}+gh+{\frac {p}{\varrho }}=\mathrm {const} ,}
gdzie:
- {\displaystyle e_{m}} – energia jednostki masy płynu,
- {\displaystyle \varrho } – gęstość płynu,
- {\displaystyle v} – prędkość płynu w rozpatrywanym miejscu,
- {\displaystyle h} – wysokość w układzie odniesienia, w którym liczona jest energia potencjalna,
- {\displaystyle g} – przyspieszenie grawitacyjne,
- {\displaystyle p} – ciśnienie płynu w rozpatrywanym miejscu.

Poszczególne człony równania odpowiadają kolejno: energii kinetycznej płynu, energii potencjalnej grawitacji, energii wynikającej z ciśnienia płynu.
Energia jest stała dla elementu poruszającego się wzdłuż linii prądu. W rozważanym przypadku zapewnia to stacjonarność przepływu.
Istnienie lepkości lub przepływu wirowego rozprasza energię, ściśliwość zmienia zależność energii od ciśnienia. Niestacjonarność przepływu wiąże się z dodatkowym ciśnieniem rozpędzającym lub hamującym ciecz.

## Ogólna postać równania
Równanie Bernoulliego może być z pewną dokładnością stosowane także dla idealnych płynów ściśliwych, ale tylko typu barotropowego. Opracowano również wersję równania dla płynów uwzględniającą zmianę energii wewnętrznej płynu w wyniku różnych czynników. Równanie to w ogólności ma postać:
{\displaystyle {\frac {v^{2}}{2}}+gh+\varepsilon +{\frac {p}{\varrho }}=\mathrm {const} ,}
gdzie {\displaystyle \varepsilon } – energia wewnętrzna płynu na jednostkę masy.
Uwzględniając właściwości gazów, można przekształcić to równanie tak, by było spełnione także dla gazów. Choć pierwotne równanie Bernoulliego nie jest spełnione dla gazów, to ogólne wnioski płynące z niego mogą być stosowane również dla nich.

## Praktyczne wykorzystanie równania Bernoulliego
Z równania Bernoulliego dla sytuacji przedstawionej na rysunku zachodzi prawidłowość:
{\displaystyle {\frac {v_{1}^{2}}{2}}+gh_{1}+{\frac {p_{1}}{\varrho }}={\frac {v_{2}^{2}}{2}}+gh_{2}+{\frac {p_{2}}{\varrho }}.}
Jeżeli zaniedbać zmianę wysokości odcinków rury, to wzór upraszcza się do:
{\displaystyle {\frac {v_{1}^{2}}{2}}+{\frac {p_{1}}{\varrho }}={\frac {v_{2}^{2}}{2}}+{\frac {p_{2}}{\varrho }}.}
W rurze o mniejszym przekroju ciecz płynie szybciej {\displaystyle (v_{1}>v_{2}),} w związku z tym panuje w niej mniejsze ciśnienie niż w rurze o większym przekroju.
Ciecz, płynąc w rurze o zmieniającym się przekroju, ma mniejsze ciśnienie na odcinku, gdzie przekrój jest mniejszy.
Podana wyżej własność cieczy była znana przed sformułowaniem równania przez Bernoulliego i nie potrafiono jej wytłumaczyć, stwierdzenie to i obecnie kłóci się ze „zdrowym rozsądkiem” wielu ludzi i dlatego znane jest pod nazwą paradoks hydrodynamiczny.

## Zastosowanie równania Bernoulliego
Równanie Bernoulliego opisuje wiele na co dzień obserwowanych zjawisk, zależności, a także zasad działania licznych urządzeń technicznych:
- paradoks hydrodynamiczny
- zjawisko zrywania dachów, gdy wieje silny wiatr
- zasada działania rurki Pitota
- zasada działania rurki Prandtla
- zasada działania zwężki Venturiego
- zasada działania palnika Bunsena
- pośrednio zasada powstawania siły nośnej na skrzydle samolotu
- pośrednio powstawanie efektu Magnusa
- przyczyna osiadania statków w ruchu na płytkim akwenie.